# Макеев, Егор Абрамович
Его́р Абра́мович Маке́ев (7 декабря 1922, дер. Лихачево — 11 июня 1957, пгт Ольховатка, Донецкая область) — Герой Советского Союза, командир отделения 381-го отдельного сапёрного батальона 220-й стрелковой дивизии 31-й армии 3-го Белорусского фронта, сержант.

## Биография
После окончания 7-летней школы трудился бригадиром в колхозе. Призван в действующую Красную Армию в 1941 году. Служил в сапёрных частях.
В боевых условиях проявлял мужество, воинское мастерство и решительность, за что был награждён тремя боевыми орденами.
После войны старшина Е. А. Макеев демобилизовался. Вернулся в родную деревню, в 1948 году уехал в город Енакиево, где работал на шахтах.

## Подвиг
Отличился в июне 1944 года в боях за освобождение белорусского города Орша. Сержант Е. А. Макеев в составе группы 27 июня 1944 года, уничтожив охрану противника, захватил подготовленный к взрыву мост через Днепр в районе города Орша. Мост был спасён.
Указом Президиума Верховного Совета СССР от 24 марта 1945 года за мужество и бесстрашие, проявленные при захвате моста в городе Орше, сержанту Егору Абрамовичу Макееву присвоено звание Героя Советского Союза с вручением ордена Ленина и медали «Золотая Звезда» (№ 6503).

## Награды
- Герой Советского Союза (24.03.1945);
- орден Ленина (24.03.1945);
- орден Красной Звезды (26.08.1943);
- орден Славы 2-й степени (09.02.1945);
- орден Славы 3-й степени (28.02.1944);;
- медали.